# Bertil Andersson (politiker)
Karl Bertil Andersson, född 16 juli 1897 i Sura församling, Västmanlands län, död 1 mars 1975 i Surahammar, Sura församling, lantarbetare och politiker (socialdemokrat). 
Andersson var riksdagsledamot i andra kammaren 1933–1949, invald i Västmanlands läns valkrets. Han var därefter ledamot av första kammaren från 1950. Han var statsrevisor 1956–1958.